# Licuala olivifera
Licuala olivifera är en enhjärtbladig växtart som beskrevs av Odoardo Beccari. Licuala olivifera ingår i släktet Licuala och familjen Arecaceae. Inga underarter finns listade i Catalogue of Life.